# Les Mages
Les Mages là một xã trong tỉnh Gard thuộc vùng Occitanie, phía nam nước Pháp. Xã Les Mages nằm ở khu vực có độ cao trung bình 186 mét trên mực nước biển.